# Petr Valdman
Ing. Petr Valdman (* 1972) je český státní úředník, od března 2014 ředitel Státního fondu životního prostředí ČR.

## Život
Vystudoval Fakultu stavební Českého vysokého učení technického v Praze a získal tak titul Ing.
V letech 2003 až 2010 pracoval ve Státním fondu životního prostředí ČR, od roku 2006 jako náměstek ředitele pro úsek řízení projektů. Následně působil na Ministerstvu školství, mládeže a tělovýchovy ČR jako ředitel odboru implementace Operačního programu Výzkum a vývoj pro inovace. Z ministerstva přešel do Technologické agentury ČR, kde se živil jako projektový a koordinační manažer pro fondy EU.
Ke dni 1. února 2014 byl jmenován náměstkem ředitele Státního fondu životního prostředí ČR pro úsek organizačně – právní a ke dni 3. února 2014 jej ministr životního prostředí ČR Richard Brabec pověřil dočasným řízením SFŽP ČR. Dne 1. března 2014 jej pak ministr Brabec jmenoval řadným ředitelem Státního fondu životního prostředí ČR.